# وزارة الشباب (ليبيا)
وزارة الشباب الليبية أو وزارة الشباب في ليبيا هي وزارة تختص بتنفيذ السياسات وكافة الخطط والبرامج المتعقلة بالشباب بالشكل الذي يساهم في تحقيق الأهداف والنتائج الرامية للاعتناء بشريحة الشباب، وذلك عبر اقتراح وتنفيذ السياسات العامة للدولة ذات العلاقة بقضايا ومجالات الاهتمام والعناية بالشباب الليبي وتمكينه وضمان مشاركته في تحقيق أهداف وخطط الدولة وتأكيد إدماجهم في المجتمع.

## الجهات التابعة للوزارة
المرصـد الليـبي للشباب.
وكالة الجهود التطوعية للشباب.
مركز إعداد القيادات الشبابية.
المركز الوطني للتخييم.
الحركة العامة للكشاف والمرشدات.
جمعيـة بيـوت الشباب الليبيـة.

## الإدارات والمكاتب التابعة للوزارة
إدارة الشؤون الإدارية والمالية.
إدارة الموارد البشرية وتنمية القدرات.
إدارة المشروعات.
إدارة شؤون الفروع.
إدارة المشاريع والمبادرات الشبابية.
إدارة البرامج والأنشطة الشبابية.
إدارة المؤسسات الشبابية.
إدارة تمكين الشباب.
مكتب شـؤون الوزيـر.
مكتب الشؤون القانونية.
مكتب المراجعة الداخلية.
مكتب المتابعة.
مكتب التعاون الدولي.
مكتب الإعلام والتواصل.
مكتب السياسات والتخطيط الاستراتيجي.
مكاتب شؤون الوكلاء.